# 3 Dywizja Kawalerii (ZSRR)
3 Dywizja Kawalerii (ros. 3-я кавалерийская дивизия) – związek taktyczny kawalerii Armii Czerwonej.
Dywizja wzięła udział w kampanii wrześniowej w składzie  2 Korpusu Kawalerii. 

## Struktura organizacyjna
W 1939
- 34 pułk kawalerii
- 60 pułk kawalerii
- 99 pułk kawalerii
- 158 pułk kawalerii
- 44 pułk czołgów
- 27 dywizjon artylerii konnej
- 22 szwadron saperów
- 17 szwadron łączności
- 19 dywizjon medyczno-sanitarny

## Dowódcy dywizji
- kombrig Michaił Maliew (był w 1939)[2]